# Нагірці
Нагі́рці — село в Україні, у Жовківській міській громаді Львівського району Львівської області.

## Історія
Нагірці (пол. Nahorce Wielkie) разом із Дернівка (пол. Dernówka) та Козове (пол. Kozowe) — село, належало до Жовківського повіту, 11 км на південний схід від Жовкви, 5 км на північний схід від Куликова. Село займає територію шириною від 1 до 1,5 км, яка тягнеться з півдня на північ 7 км і впирається північним кутом в Зіболки. На цьому куті стоїть корчма Брід. На схід лежать Зіболки і Артасів, на пд. Могиляни, на зах. Передримихи. В південній частині, на кордоні Могилян, починається потік Жовтанці (або Довгий), який називаються нижче Кам'янка, притока Бугу, і пливе вздовж кордону із заходу на схід. В південній частині території лежить сільська забудова, на північ від неї група будинків «Козове», а ще далі на північ «Дернівка» — це є корчма і декілька будинків. Пд. частина території є вищою (гора Белшів 277 м), північна спадає нижче. Ґрунт на півночі, а частково на сході і заході сухий, на північному сході глинистий, на півдні урожайний чорнозем. Ліс переважно сосновий. В 1880 році було 419 жителів в гміні, 34 на території двору. (між ними 25 римо-католиків, 389 греко-католиків). Парафія римо-католицька в Куликові, греко-католицька в селі, деканат Куликівський, дієцезія Перемишльська. До цієї парафії належать Передримихи і Могиляни. Ерекція парафії походить з 1629 рокувід Флоріана Йозефа Бика, протонотаріуса апостольського, секретаря короля. В селі була дерев'яна церква, побудована у вигляді хреста з трьома куполами, на місці старої, спаленої в 1757 році графом Ласкарисом і громадою. Також була школа, а до неї належало 6 моргів ґрунту, згідно з ерекцією з 1629 року, згаданою вище, які були призначені «для дяка, а також для шкільного помічника».
Одяг місцевих селян виглядав так: кожух, опанча чорна або сіра приталена, полотнянка приталена, камізелька (жилетка), з середини XIX ст., переважно блакитна, з металевими ґудзиками, широкий червоний пояс, чорна або сіра шапка, яка стягувалась пришитими стрічками (на завісах), червоні чоботи на каблуках. Жінки носять кожухи, свити, багатші жінки: блакитні сукні з широким, червоним коміром і манжетами, або сірі сукні, підбиті сірими баранцями, на шиї коралі, на голові хустки. Дівчата носять на голові вінки, а до шлюбу і на свята, великі корони з різних квітів і позолоченого барвінку, а з заду біля коралів або квітів різнокольорові стрічки.
У 1403 році підтвердив Владислав Ягелло Івашкові Капличу дарування цього села, наданого руським князем Левом, і вільне його володіння нащадкам Івашка з дотриманням військової служби. Привілей цей був наданий в Медиці, і знаходився в Санкт-Петербурзі в архіві Метрики Литовської № 102. Жолкевські надали село латинській парафії в Жовкві. Ян III писав в 1685 році до Костянтина Ваповського, Перемишльського мечника, щоб забороняв збирачам податків збирати з цього села податок на корчму.
У 1914 році в село ввійшли австро-угорські війська які розстріляли священника, дочку псаломщика, а самого псаломщика закололи багнетами на смерть.
12 червня 2020 року, відповідно до розпорядження Кабінету Міністрів України № 718-р «Про визначення адміністративних центрів та затвердження територій територіальних громад Львівської області», село увійшло до складу Жовківської міської громади.
19 липня 2020 року, в результаті адміністративно-територіальної реформи та ліквідації Жовківського району, село увійшло до складу новоствореного Львівського району.

## Відомі особи
Струк Михайло (1991 - 24.03.2024) - солдат ЗСУ, уродженець с. Зіболки, житель сел. Куликів, помер в лікарні, внаслідок поранень отриманих на полі бою. Поховали захисника 30.03.2024 на кладовищі с. Нагірці.